# Sturmgeschütz

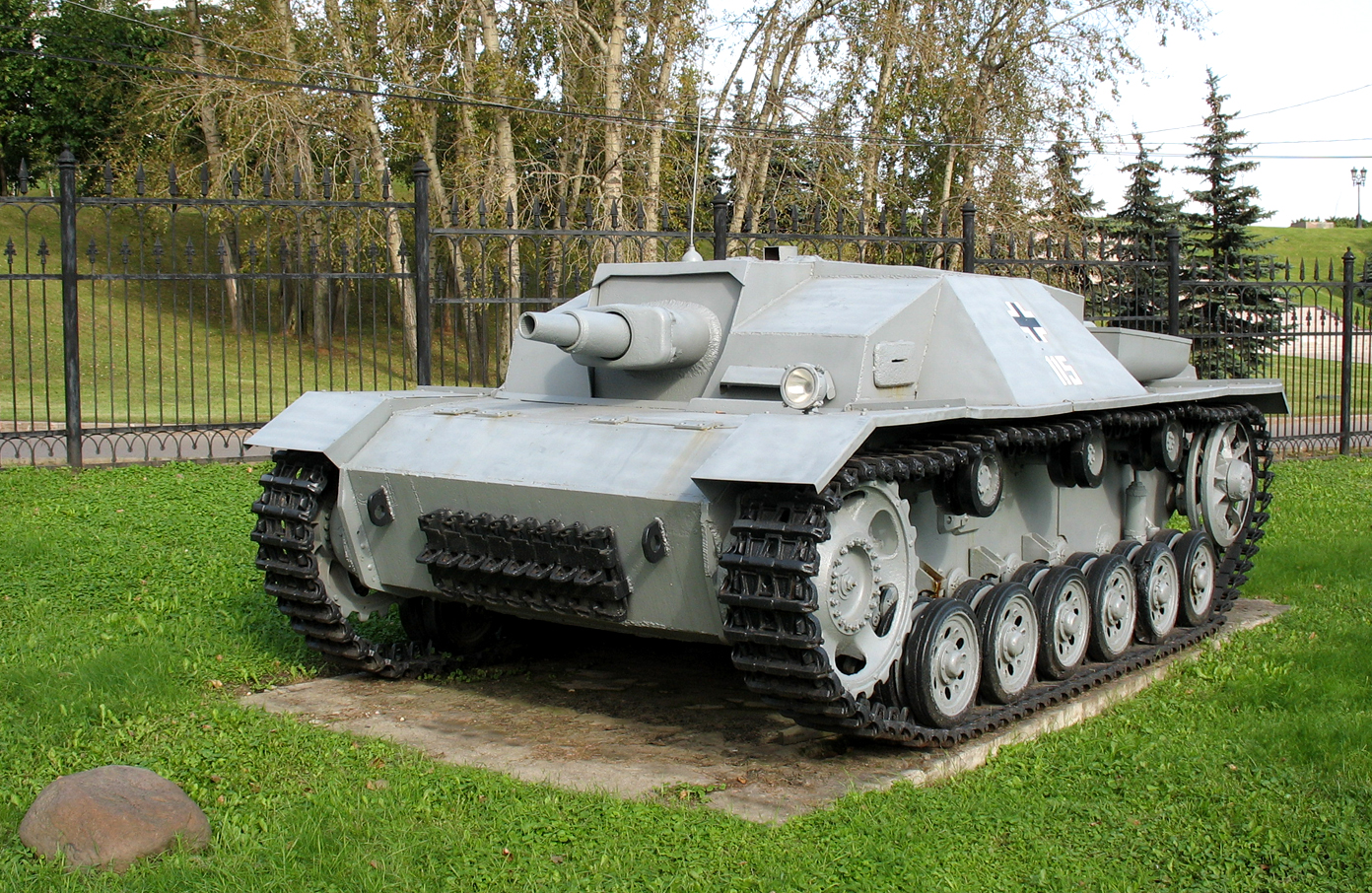
Um StuG III Ausf.B em exposição, na cidade de Moscou.

Sturmgeschütz (do alemão "Arma de assalto") foi uma série de veículos blindados utilizados pela Alemanha Nazista, produzidos de 1940 a 1945. Foi o veículo de combate mais produzido pela Alemanha Nazista, sendo produzido em massa pelo mesmo.
Até hoje é um dos mais conhecidos veículos militares e o mais conhecido anti-taque.

## História
Após a derrota do Império Alemão na Primeira Guerra Mundial, os comandantes militares da Reichswehr começaram a considerar como blindados de artilharia móveis poderiam fornecer apoio para o avanço das unidades de infantaria.
O Coronel Erich von Manstein recomendou o conceito de infantaria Begleitbatterien (baterias de escolta) ao general Beck, general chefe do Estado Maior em 1935. Manstein teorizou que o veículo não seria usado como um tanque, mas sim como um veículo de apoio de infantaria para destruir objetivos fortificados pelo fogo direto. Sua missão era destruir preparadas defensivas, posições de metralhadoras e tanques.

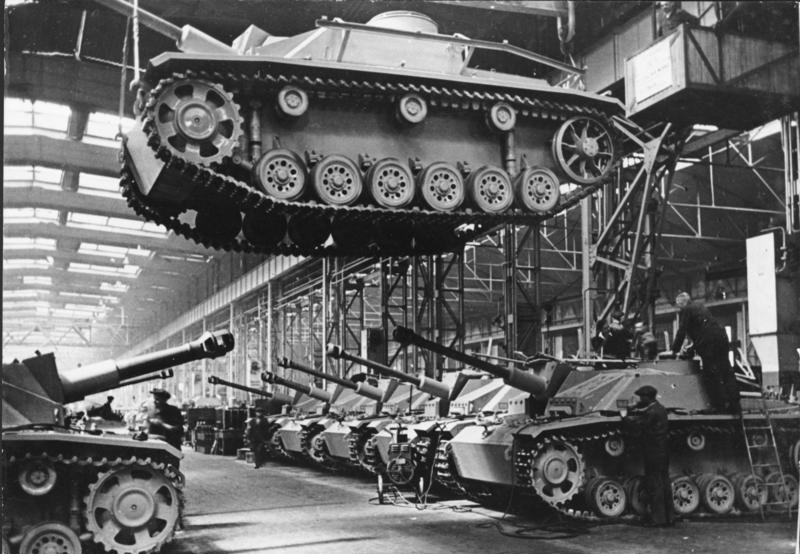
Linha de produção do StuG III na fábrica da Alkett, Julho de 1943.

Ele não se destina a ser usado para explorar as áreas de retaguarda do inimigo, como as unidades Panzertruppen faziam.

### StuG III
Em 15 de junho de 1936, foi dada a ordem para a Daimler-Benz AG desenvolver e produzir um protótipo do veículo. Eles criaram cinco protótipos, baseado no chassi do Panzer III, que não eram úteis para operações de combate, mas se fez provar valioso para a formação.
As primeiras unidades de produção, o Sturmgeschütz III Ausf A, chegou em 1940 montado com canhões de 75 mm Stuk 37L/24, com um aumento da armadura do casco frontal (de 30 mm a 50 mm). O armamento principal foi montado diretamente em um estilo de casco casamata. Isto criou o perfil mais baixo possível, a fim de reduzir a altura do veículo.

### StuG IV

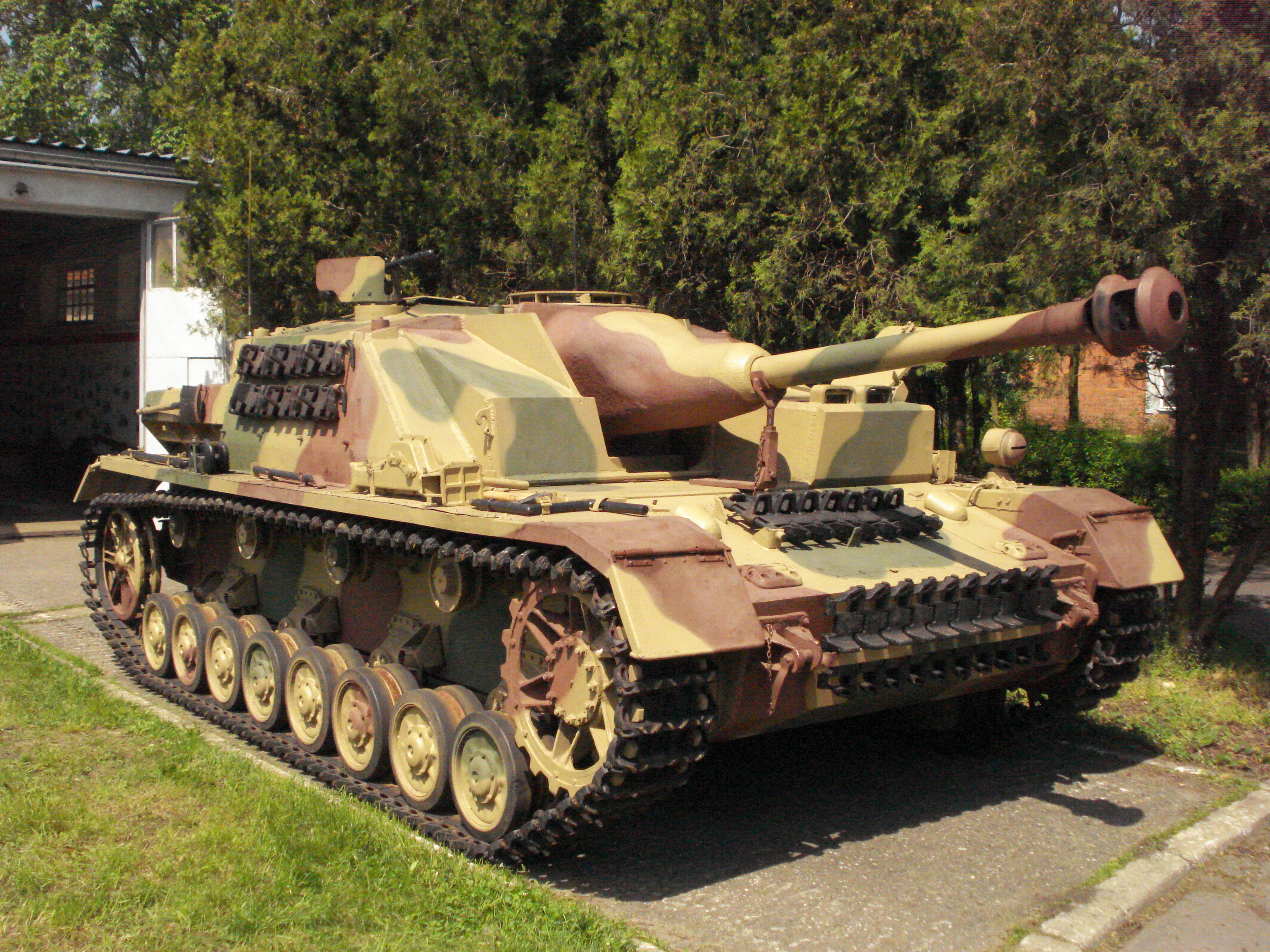
Um StuG IV restaurado em exposição.

Em novembro de 1943, a Alkett, uma grande fabricante StuG III em Berlim foi bombardeada pela RAF, e a produção da Alkett, que produzia 255 StuG IIIs em outubro de 1943, caiu para 24 veículos em dezembro. Em uma conferência em dezembro de 1943, Hitler acolheu favoravelmente a sugestão de tomar a superestrutura do veículo e montá-lo em um chassi de Panzer IV para compensar a perda de produção do StuG III.
Então dar-se início o projeto do Sturmgeschütz IV, que já havia sido considerado e rejeitado. A superestrutura do StuG III Ausf. G foi montado em um chassi Panzer IV. A usina de Krupp, que não produziu Panzers III, usou o chassi Panzer IV com uma superestrutura para o StuG IV. Seu peso em combate foi de 23 toneladas, mais leves do que as 23,9 toneladas para o StuG III Ausf. G.
Em 17 de dezembro de 1943, o StuG IV foi apresentado a Hitler, e o mesmo o aprovou. Para compensar o grande déficit na produção StuG III, a produção do StuG IV recebeu total apoio.